# 2009 au Chili
Cet article présente les faits marquants de l'année 2009 au Chili.

## Évènements
- Dimanche 11 janvier 2009 : Le Chili accueille le rallye automobile « Dakar 2009 » jusqu'au 14 janvier. Parmi les étapes, les villes de Valparaíso, Coquimbo et San Pedro de Atacama. Le pays met à disposition de l'épreuve deux avions, un Hercules, un Boeing 737 et 2 500 policiers.

- Lundi 2 février 2009 : La construction du gratte-ciel qui devait dominer le Costanera Center, à Santiago du Chili, a été ajournée par les investisseurs du groupe Cencosud, en raison de la crise financière. Ce devait être la plus grande tour d'Amérique centrale et le symbole du bicentenaire de la nation chilienne.

- Mardi 3 février 2009 : Les ouvriers licenciés, après l'arrêt de la construction de la tour du Bicentenaire qui devait dominer le Costanera Center, à Santiago du Chili, ont manifesté dans les rues de Santiago pour protester contre l'arrêt de cette construction et ses conséquences pour l'emploi.

- Jeudi 12 mars 2009 : Le ministre des Affaires étrangères, l'économiste Alejandro Foxley, démissionne pour « raisons personnelles ». Son successeur est l'actuel ambassadeur du Chili à Washington Mariano Fernandez. Le ministre de la Défense, José Goñi, qui a aussi annoncé son départ est remplacé par l'actuel porte-parole du gouvernement, Francisco Vidal[1].

- Dimanche 29 mars 2009 : Le vice-président américain Joe Biden est en visite à Santiago du Chili où il a rencontré la présidente Michelle Bachelet : « Ma visite ici n'est que le début d'un renouveau du partenariat avec les Amériques », estimant que les américains avaient tendance à faire « pour » l'hémisphère américain, aujourd'hui, ce n'est plus « pour », c'est « avec ». « Le temps des États-Unis dictant les choses unilatéralement, le temps où nous parlions mais n'écoutions pas, c'est fini […] Nous voulons vraiment une conversation, vraiment un partenariat ».

- Dimanche 17 mai 2009 : Premier cas confirmé de grippe H1N1, sur une voyageuse en provenance de la République dominicaine et du Panama.

- Mercredi 27 mai 2009 : La présidente Michelle Bachelet est arrivée à Paris pour une visite officielle de trois jours en France, accompagnée d'une importante délégation chilienne du monde de l'entreprise, des sciences et de la culture. La présidente sera reçue par le président Nicolas Sarkozy vendredi pour un déjeuner de travail, puis se rendra à Toulouse (sud-ouest) pour visiter les installations du consortium EADS Astrium, qui construit le futur premier satellite acquis par le Chili, à des fins civiles et de défense. Elle doit aussi signer « un accord spécifique dans le domaine des énergies renouvelables ».

- Mardi 2 juin 2009 :
  - Une jeune femme de nationalité argentine est arrêtée à l'aéroport de Santiago du Chili alors qu'elle transportait ses affaires dans deux valises « en cocaïne ». La drogue avait été mélangée à de la résine et de la fibre de verre pour fabriquer les valises, qui pesaient plus lourd que leur contenu. Un « procédé chimique » devait permettre de séparer la drogue des autres composants une fois à destination. La destination finale des valises était l'Espagne[2].
  - Premier cas mortel de grippe H1N1 dans le pays, le cinquième au monde.

- Vendredi 26 juin 2009 : Scandale  soulevé par un réseau de prostitution infantile dans lequel des policiers seraient impliqués. Des policiers étaient des clients réguliers à Valparaíso d'une maison close où se prostituaient des mineures. 5 policiers ont été suspendus et le chef de la police judiciaire du Chili a démissionné[3].

- Samedi 11 juillet 2009 : Le bilan de la grippe A(H1N1) s'élève à 25 morts pour 9.549 malades. La rudesse de l'hiver austral est propice à la propagation de la pandémie.

- Mardi 28 juillet 2009 : Le groupe français de matériaux de construction Lafarge annonce la cession de toutes ses activités au Chili (ciment, béton, granulats), qui représentent « une valeur d'entreprise de 555 millions de dollars », au groupe péruvien Brescia[4].